# Croton rubiginosus
Croton rubiginosus är en törelväxtart som beskrevs av Léon Camille Marius Croizat. Croton rubiginosus ingår i släktet Croton och familjen törelväxter. Inga underarter finns listade i Catalogue of Life.